# 珊瑚鮈脂䲁
珊瑚鮈脂䲁（學名：Gobioclinus haitiensis），為輻鰭魚綱䲁形目脂䲁科鮈脂䲁屬的一個種，分布於西大西洋美國佛羅里達州南部、巴哈馬群島、墨西哥灣東北部到大安的列斯群島與中美洲海域，深度3至24公尺，本魚體壯、頭寬，吻鈍尖，眼大，每眼上方有一根分枝的觸鬚，頸背兩側各有兩條或更多根分枝繁多的觸鬚，口大略斜，口腔兩側有齒，背鰭硬棘與軟條之間有缺刻，側線鱗43-46片，頭部深色，身體由上至下有6-7條深褐色橫帶，前橫帶延伸至背鰭和臀鰭，第2條橫帶較窄，所有鰭均有斑點或橫帶，臀鰭有橫帶，尾鰭基部有3個淺色斑點，背鰭硬棘20枚，第1棘最長，背鰭軟條10-12枚、臀鰭硬棘2枚、臀鰭軟條20-21枚，體長可達7.5公分，棲息在海藻生長茂密的礁石或礫石區，雌魚產附著性卵，雄魚會守護卵，幼魚為浮游性，生活習性不明。